# Krytyka (dramat)
Krytyka – miniatura dramatyczna Cypriana Kamila Norwida w trzech obrazach z 1856 roku.

## Okoliczności powstania utworu
Krytyka jest utworem okolicznościowym, przesłanym w 1856 roku do Adama Potockiego do Krzeszowic. Stanowi prawdopodobnie odpowiedź lub komentarz na jakiś nie dochowany list Potockiego do Norwida, który w połowie 1855 proponował swe usługi jako rytownik. Utwór może też stanowić uzupełnienie do Wita-Stosa pamięci estetycznych zarysów siedmiu, drukowanych w krakowskim Czasie w tym samym 1856 roku.

## O utworze
Redaktor nowo założonego pisma chce utworzyć dział krytyki literackiej, życia towarzyskiego i sztuki. Krytyk z każdego działu prezentuje swój artykuł. Krytyk literacki recenzuje powieść narodową, której fabuła bardzo przypomina Marię Malczewskiego. Krytyk obyczajów odczytuje sprawozdanie z balu. Wreszcie krytyk sztuki wypowiada się o wzorcach, jakie powinny obowiązywać przy malowaniu pejzaży i obrazów religijnych. Żaden z nich nie pośredniczy między autorem a odbiorcą. Każdy przedstawia swój pogląd, opierając się na własnym smaku czy przekonaniach. Krytyk-utylitarysta  proponuje na przykład, by bohaterka powieści odkochała się, a wszyscy unikną tragedii. Za każdym razem zakres krytyki kwestionuje Ktoś w myśl koncepcji poety: zadaniem krytyki jest wszystko postawić na właściwym miejscu i otworzyć okno – pozostawiając resztę światłu i czasowi – nic więcej! Każdy z autorów artykułu stawia więc sobie to samo retoryczne pytanie o granice swych kompetencji krytyka: Skąd więc i dokąd moja sięgać ma robota?
Norwid określił w podtytule swój utwór jako poema dramatyczne. Zenon Przesmycki w swoich wydaniach konsekwentnie nie zaliczał Krytyki i innych miniatur do utworów dramatycznych. W nowszych wydaniach zarówno Krytyka, jak Teatr bez teatru, Słodycz i Auto-da-fé zaliczane są do dramatów.
Utwór liczy sobie 106 wersów i jest podzielony na 3 obrazy. Został wydany w tomie A Pism Zebranych przez Zenona Przesmyckiego w 1912.